# Pate
pate（ペイト）は日本のロックバンド。元々は大橋伸行のソロプロジェクトとしてのpateだったが、その後3人組ロックバンドへと変更。1991年10月、大橋がBridgeにギタリストとして参加。1995年、Bridge解散。1997年6月、ソロプロジェクト「Pate」としてデビュー。1stアルバム「very short songs for everyone...」発売。2001年3月、3rdアルバム「MO' PSYCHO」発売。同作からPateが現在の3人バンド形態となる。大橋は、PateのほかにもCORNELIUSのツアーメンバーとしても活動。他アーティストのレコーディング・メンバーとして、ミキシングやプロデュース業もこなしている。自らSTONE SOUNDの主宰者として、マイペースながら作品を発表している。

## アルバム
1. very short songs for everyone who can recognize the difference between doing this and doing that（1997年）
2. ViVA!（1998年）
3. MO' PSYCHO（2001年）